# Вівтар Пітті
Вівтар Пітті або Містичні заручини св. Катерини Сієнської  (італ. Pala Pitti) — вівтарний образ, котрий створив італійський художник і чернець Фра Бартоломео (1472 — 1517).

## Передісторія

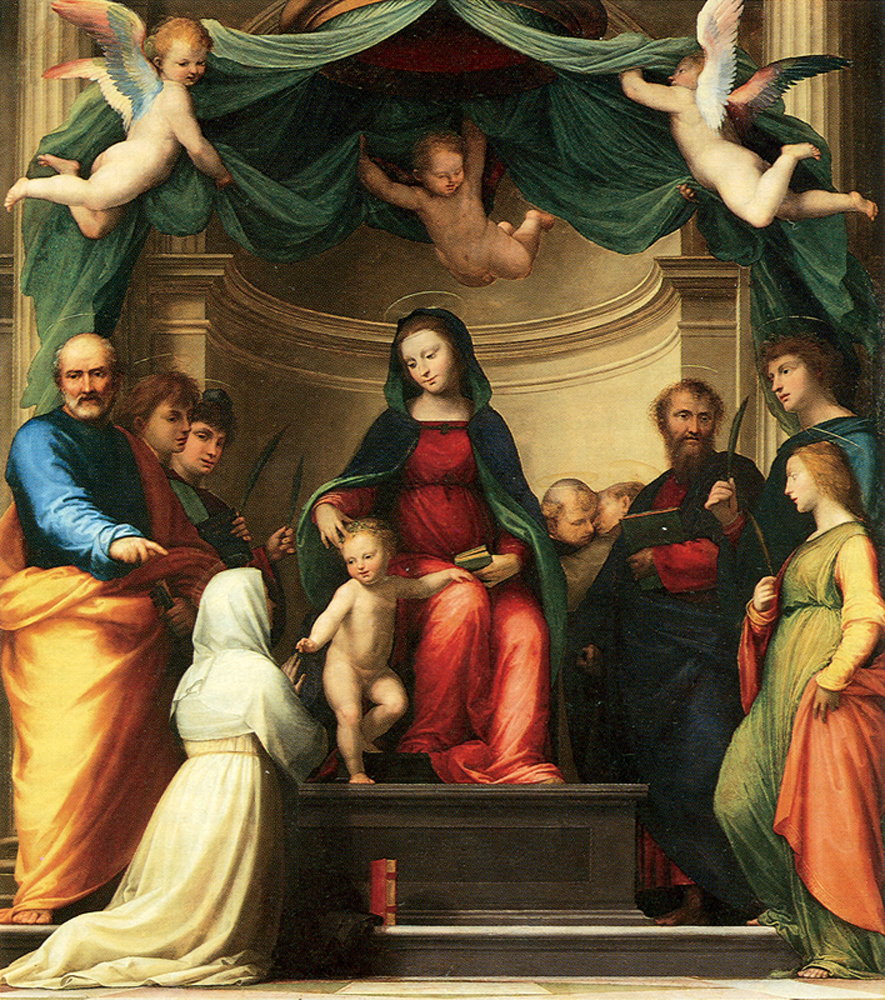
Фра Бартоломео. «Містичні заручини святої Катерини Сієнської», 1511 р., Лувр, Париж.

Вівтарний образ, відомий зараз як «Вівтар Пітті» мав замінити спорожніле місце на вівтарі, де була картина його роботи  «Містичні заручини Катерини Сієнської». Попередній вівтар передали у подарунок дипломату короля Франції  (на початок 21 ст. у музеї Лувр, Париж). Фра Бартоломео замовили вівтар на спорожніле місце і він створив варіант колишньої теми.
Первісний варіант подавав святу бесіду, де Мадонна розташувалась під зеленим балдахіном на узвишші в архітектурній ніші. Балдахін притримували янголи, а святі розташувались півколом навколо трону Богородиці. Сцена подавалась при денному освітленні. Фра Бартоломео відрізнявся від решти флорентійських художників використанням великих площин певного кольору і нехтуванням дрібницями. Персонажі поставали наче у якійсь новій реальності, авторитетні і монументальні. Він відмовлявся навіть від відтворення вишивок на одязі святих чи якихось орнаментів. Персонажі картин поставали перед глядачем наче очищені від побутовості, де не було місця гріховності. Вівтар з денним осітленням мав дещо різке освітлення та пістрявість колорита.
Невідомо, чи допомагав йому хтось при створенні нового вівтаря, адже декотрий час він співпрацював з художником Маріотто Альбертінеллі (1474—1515).

## Опис твору
Створення нового вівтаря  не було копіюванням первісної композиції. Фра Бартоломео, правда, зберіг і балдахін, і архітектурну нішу, і напівколо святих, скупчених біля Мадонни. Творчий пошук дозволив художнику поміняти місце роташування Катерини Сієнської та освітлення. У Фра Бартоломео вистачило сміливості взагалі не подати обличчя святої, бо в реальності при такому повороті голови її обличчя не було би видно.Новий образ був також більшим за розмірами.
Він також використав сфумато, невеликий туман і м'яке, трохи тьмяне освітлення, котрим так дивував глядачів Леонардо да Вінчі у власних картинах. Була збільшена кількість святих та додані два янголи у підніжжя трона Богородиці. Водночас художник використав нечастий іконографічний тип, що нагадував традиційні містичні заручини Катерини Александрійської з католицькою церквою у особі немовляти Христа.